# Veigy-Foncenex
Veigy-Foncenex is een gemeente in het Franse departement Haute-Savoie (regio Auvergne-Rhône-Alpes) en telt 2910 inwoners (2004). De plaats maakt deel uit van het arrondissement Thonon-les-Bains.

## Geografie
De oppervlakte van Veigy-Foncenex bedraagt 13,0 km², de bevolkingsdichtheid is 223,8 inwoners per km².
De onderstaande kaart toont de ligging van Veigy-Foncenex met de belangrijkste infrastructuur en aangrenzende gemeenten.

## Demografie
Onderstaande figuur toont het verloop van het inwonertal (bron: INSEE-tellingen).